# Bourse de Londres
Pour les articles homonymes, voir Bourse.
La bourse de Londres (en anglais : London Stock Exchange, abrégé en LSE) est un marché boursier situé à Londres, dans la City. Il est l'un des plus grands marchés boursiers de la planète, offrant les titres de plusieurs entreprises américaines et britanniques. C'est une filiale du London Stock Exchange Group.
La société de gestion est cotée, faisant même partie de l'indice FTSE 250.
Son siège se trouve entre Newgate Street et Paternoster Square à deux pas de la cathédrale Saint-Paul et de l'actuelle Haute Cour criminelle de Old Bailey. Le dirigeant actuel du LSE est David Schwimmer (en).

## Histoire

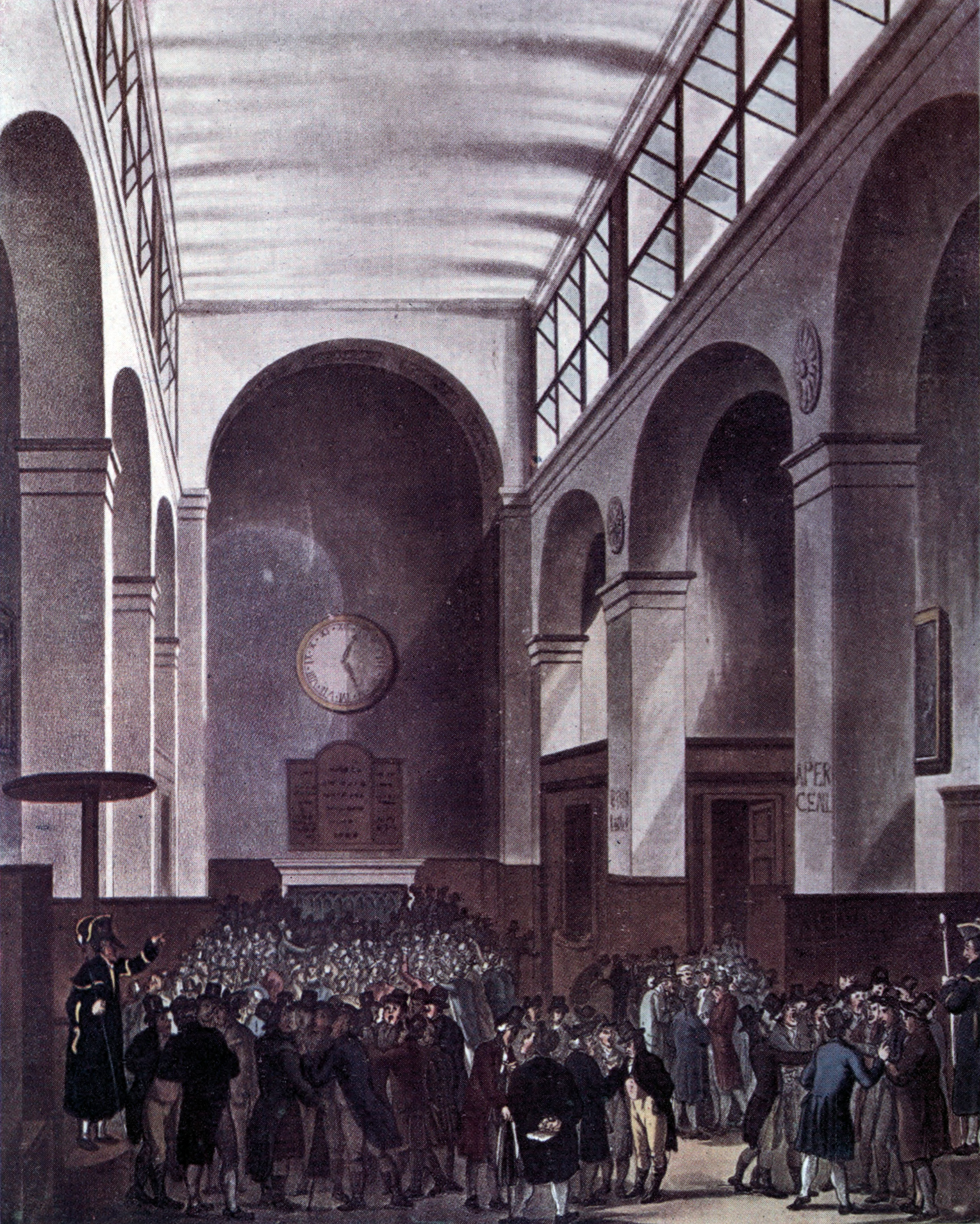
Le London Stock Exchange en 1810.

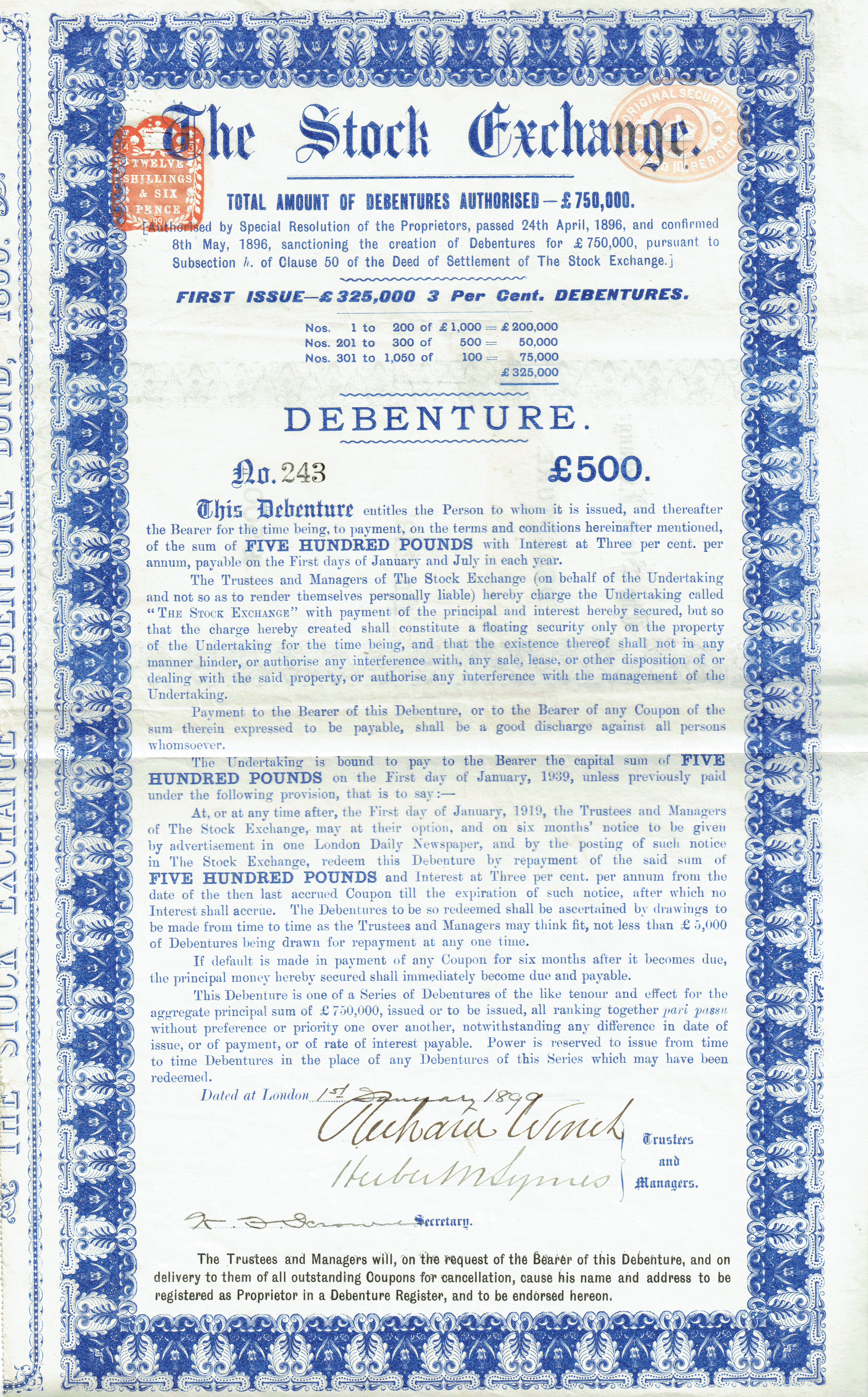
Obligation du The Stock Exchange en date du 1er janvier 1899.

Créée en 1776 sous sa forme actuelle, elle s'appuie sur des traditions nées lors de la révolution financière britannique, quand John Castaing, travaillant dans des bureaux du Jonathan's Coffee-House, publiait une liste de prix appelé The Course of the Exchange and other things (que l'on peut traduire par « Le cours des échanges et autres choses »).
La London Stock Exchange connaît une expansion dans les années 1840, qui voient l'Angleterre acquérir à elle seule la moitié des 9 500 kilomètres de rail européen en 1845, lors de l'épisode de la « railway mania », auquel contribuent aussi les capitaux échangés sur les places financières du nord de l'Angleterre. Les banques sont également très nombreuses à être cotées en bourse dans la décennie qui précède ainsi que celles qui suivent. La London Stock Exchange subit cependant la forte concurrence de la place de Paris jusqu'à la Première Guerre mondiale.
La London Stock Exchange est très concurrencée par les marchés régionaux de valeurs mobilières au Royaume-Uni entre 1869 et 1929, car ils sont davantage spécialisés sectoriellement : le poids de ces marchés régionaux augmente jusqu’en 1900 environ, notamment grâce à la cotation de compagnies locales de chemins de fer, avant de décliner relativement au marché londonien. En effet, à partir de cette date, de plus en plus d’entreprises décident de ne se faire coter qu’à Londres, alors qu’un quart des sociétés nouvellement introduites en bourse à la fin du XIXe siècle l’était simultanément à Londres et sur un marché régional.

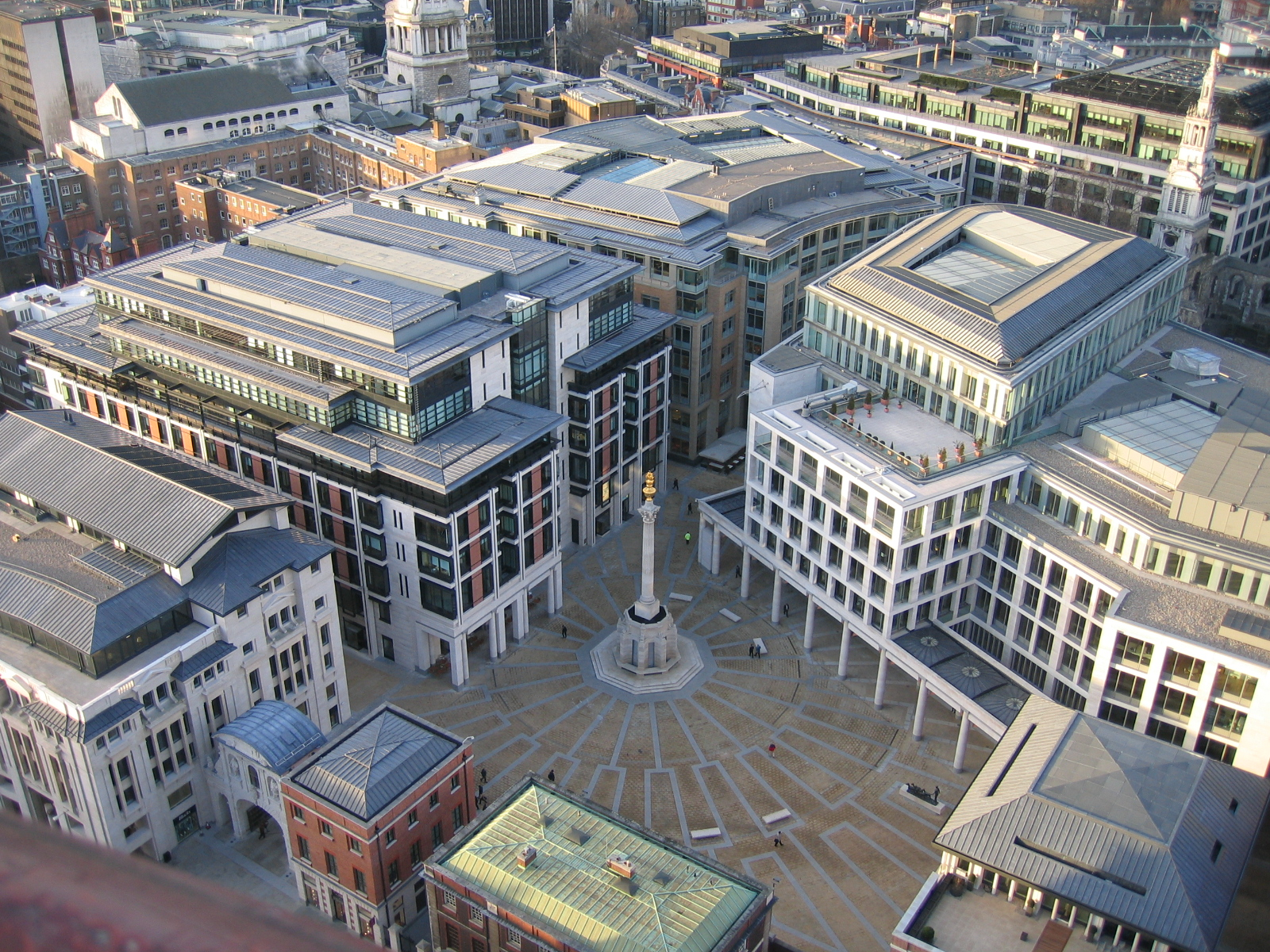
Paternoster Square. La bourse se trouve dans le grand immeuble à la droite de l'image.

En 2000, un projet de fusion avec Deutsche Börse échoue, dans le contexte d'une consolidation générale du secteur boursier européen (création d'Euronext et d'OMX). Une nouvelle tentative de fusion avorte à nouveau en 2005.
La London Stock Exchange a repoussé deux offres d'acquisitions lancée par le NASDAQ entre 2006 et 2007. La deuxième offre ayant un montant de 2,7 milliards de livres. Lors de cette deuxième offre le Nasdaq a acquis une participation de 0,41 %, auxquels s'ajoutent la participation de 28,75 % qu'il détenait avant cette deuxième offre,. En septembre, le Nasdaq annonce la vente d'une participation de 28 % de LSE à la bourse de Dubaï, lui permettant de finaliser son offre sur l'opérateur boursier nordique OMX,.
En 2007, la LSE acquiert la bourse d'Italie basée à Milan pour 1,5 milliard d'euros pour créer le London Stock Exchange Group (LSEG).
Depuis le 1er janvier 2021 et le retrait du Royaume-Uni de l'Union européenne, la City n’est plus la première place boursière d’Europe devancé par la bourse d'Amsterdam. Mais, en juillet 2021, elle retrouve sa première place et Londres est redevenue la première place financière d'Europe.